# ГСК Лайонс
ГСК Лайонс (нім. GCK Lions Eishockey AG) — хокейний клуб з міста Цюриха, Швейцарія. Заснований у 1932 році. Виступає у чемпіонаті Національної ліги В. Домашні ігри команда проводить на «Кюснахт» (2,800). Фарм-клуб ЦСК Лайонс.

## Досягнення
Чемпіон Швейцарії 1966 року.

## Історія
1932 року грали на ковзанці «Dolder» разом з хокейною командою Грассгоппер, яка була заснована в 1934 році.
ГСК виступав у 1945, 1946-1957 і 1963-1968 роках у Національлізі А в перервах між цими роками в Національній лізі B. У сезоні 1965/66 років стали чемпіонами Швейцарії.
У 1971 році вони грали в перший Лізі чемпіонату Швейцарії. Після падіння в сезоні 1982/1983 років ГСК Лайонс протягом чотирьох років грали в 2 Лізі. У 1993 році ГСК повернувся до NLB.
Хокейна секція ГСК була ініціатором угоди з ЦСК Лайонс про побудову спортивної піраміди за якою ГСК Лайонс стає фарм-клубом іншого клубу з Цюриху ЦСК Лайонс.